# Zelda Sayre Fitzgerald
Zelda Sayre Fitzgerald (Montgomery, 24 luglio 1900 – Asheville, 10 marzo 1948) è stata una scrittrice, pittrice e socialite statunitense.

Moglie dello scrittore Francis Scott Fitzgerald, per i suoi atteggiamenti spregiudicati è stata spesso considerata una sorta di proto-femminista. Insieme a Fitzgerald rappresentò un'icona dei Roaring twenties (i "ruggenti" anni venti) e fu la prima flapper (sinonimo italiano di "maschiaccio", ovvero di giovane donna che aveva anche atteggiamenti e attitudini maschili). Autrice nel 1932 del romanzo autobiografico Lasciami l'ultimo valzer (Save Me the Waltz) morì a 47 anni nell'incendio dell'ospedale psichiatrico sull'altopiano di Asheville, in cui era ricoverata da tempo a causa di una grave forma di schizofrenia.

## Biografia

### Origini

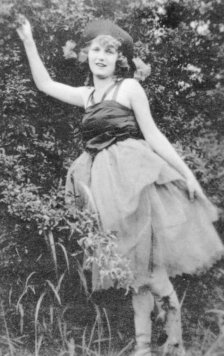
Zelda in abito da ballo

Nata a Montgomery, Alabama, Zelda Sayre era la più giovane della famiglia; la madre Minerva Buckner "Minnie" Machen (23 novembre 1860 – 13 gennaio 1958), decise di darle questo nome in onore a due piccole fiabe: Zelda: A Tale of the Massachusetts Colony di Jane Howard (1866) e Zelda's Fortune di Robert Edward Francillon (1874). Bambina viziata e presuntuosa, Zelda era amatissima dalla madre, ma non dal padre Anthony Dickinson Sayre (1858–1931), un famoso magistrato dell'Alabama dal carattere severo ed assente. Le radici della famiglia affondano nei coloni di Long Island, che si trasferirono nell'Alabama, presagendo l'inizio della guerra civile americana. Numerosi altri erano i membri di spicco della famiglia di Zelda: il prozio John Tyler Morgan era un celebre senatore; il nonno paterno fondò un noto quotidiano di Montgomery; il nonno materno, Willis Benson Machen, rivestì un importante ruolo nella politica del Kentucky. I fratelli di Zelda erano Anthony Dickinson Sayre, Jr. (1894–1933), Marjorie Sayre (Mrs. Minor Williamson Brinson) (1886–1960), Rosalind Sayre (Mrs. Newman Smith) (1889–1979), Clothilde Sayre (Mrs. John Palmer) (1891–1986) e Lenora Sayre (1897–1899), morta di difterite all'età di due anni.
Zelda, nella sua gioventù, si dimostrò una ragazza eclettica e poliedrica. Prendeva lezioni di danza, e nel 1914 già frequentò la Sidney Lanier High School. Sebbene prendesse buoni voti, non amava molto le lezioni, preferendo la vita sociale allo studio. Era di temperamento ardente, insofferente ai freni: consumava alcolici, fumava e passò gran parte della sua adolescenza al fianco dei numerosi fidanzati: secondo una rivista locale, che dedicò un articolo a uno dei suoi balli, a Zelda interessavano solo «i ragazzi ed il nuoto». Zelda amava la trasgressione, tanto che adorava ballare il charleston, indossare abiti aderenti color carne e alimentare quelle voci, già esistenti da tempo, che volevano nuotasse nuda. A salvarla dalla rovina sociale vi fu la reputazione del padre; Zelda, infatti, era qualificata da una personalità ostentatamente esagerata, provocante e anticonformista, in aperto contrasto con lo stereotipo della donna del Sud, unanimemente considerata delicata, docile e remissiva. In poco tempo, lei e l'amica Tallulah Bankhead (futura star di Broadway) diventarono un leitmotiv dei pettegolezzi di Montgomery. L'etica di Zelda venne cristallizzata nella frase che scelse come didascalia della propria foto di college:

### Francis Scott Fitzgerald

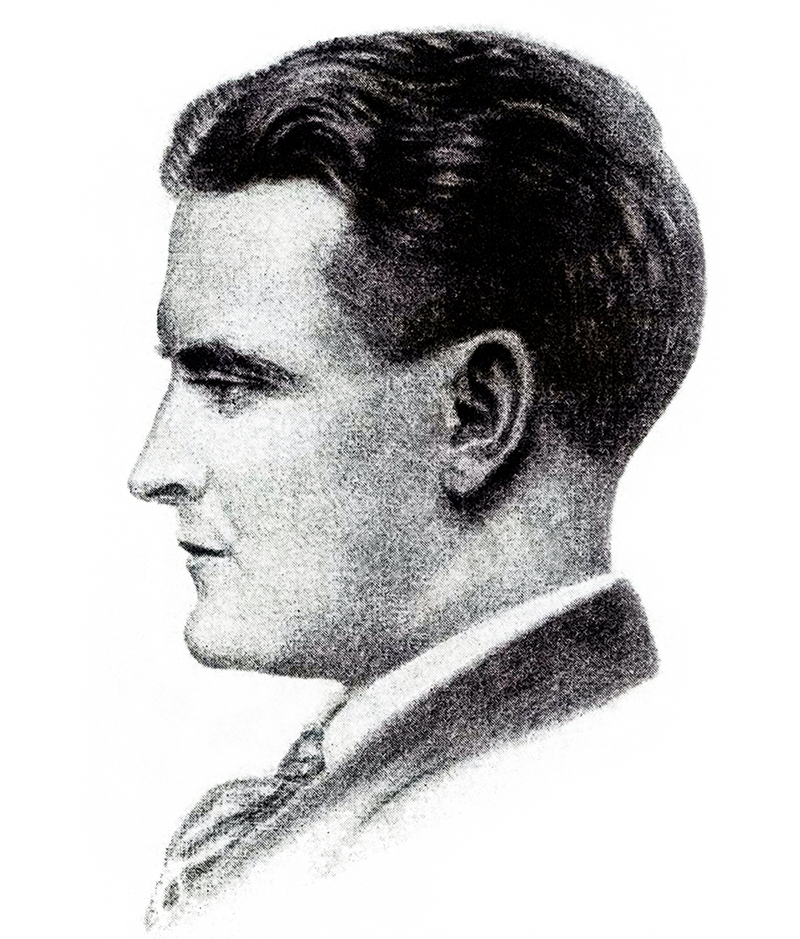
Francis Scott Fitzgerald ritratto nel 1921 da Gordon Bryant per Shadowland Magazine

Zelda e Scott si incontrarono nel luglio 1918, durante un ballo del Country Club di Montgomery. Francis Scott subito si innamorò della personalità di Zelda, con cui parlava dei suoi progetti di diventare famoso; addirittura, plasmò il personaggio di Rosalind Connage in Di qua dal Paradiso basandosi sulla fidanzata, di cui rappresenta un fedele ritratto. Scrisse che «tutte le critiche su Rosalind terminano nella sua bellezza» e disse a Zelda che «l'eroina ti somiglia in più di quattro modi diversi». La fiducia che Zelda nutriva nei confronti di Francis Scott emerge nella sua scelta di mostrargli il diario, che lo ispirò addirittura nella redazione del soliloquio finale del protagonista Amory Blaine nel cimitero.
Scott non era l'unico uomo ad esser stato sedotto dalla bellezza e dalla sicurezza di Zelda, ma il fatto che ve ne fossero altri a corteggiare la ragazza non fece altro che spingere l'uomo a desiderarla ancora di più. Nel suo libro mastro (la più completa fonte primaria per la comprensione della sua vita) annotò il 7 settembre che si era «innamorato»; analogamente fece Zelda. La biografa Nancy Milford scrisse che «Scott aveva fatto appello a qualcosa in Zelda che nessuno prima di lui aveva percepito: un senso romantico di vanagloria».
La loro storia d'amore venne interrotta a ottobre, quando Scott fu chiamato a nord; a novembre dello stesso anno, il suo reparto venne trasferito in una base di Long Island per l'imbarco. La permanenza a Long Island, tuttavia, fu di breve durata, in quanto proprio in quei giorni venne sottoscritto l'armistizio di Compiègne tra l'Impero tedesco e le potenze Alleate. Scott fece ritorno a Montgomery a dicembre, mese in cui ebbe inizio con Zelda quel rapporto che lo stesso ragazzo descrisse come «fondato sulla sregolatezza sessuale». Questa breve parentesi amorosa tuttavia terminò il 14 febbraio 1919, quando il congedo dal servizio militare lo portò a New York.
Durante il soggiorno newyorchese, i due si scrissero di frequente: questa corrispondenza epistolare sfociò nella promessa di matrimonio, avvenuta attraverso il dono dell'anello (mandato via posta). Nella cerchia di amici e parenti di Zelda, erano molti a non approvare la relazione: oltre all'alcolismo di Scott, veniva criticata anche la sua vocazione cattolica (essendo la famiglia della ragazza episcopale).

### Matrimonio
A settembre Scott completò il suo primo romanzo, Di qua dal Paradiso; il manoscritto fu prontamente accettato dal suo redattore, Maxwell Perkins. Fece ritorno in Alabama a novembre, tronfio del successo raggiunto. Zelda concordò a sposarlo solo dopo la pubblicazione del libro; Scott, similmente, le promise di portarla a New York, con «tutta l'iridescenza dell'inizio del mondo». La coppia arrivò a New York il 30 marzo 1920 (quattro giorni dopo la pubblicazione del romanzo) e, il 3 aprile 1920, con una favolosa cerimonia alla Cattedrale di San Patrizio, i due si unirono finalmente in matrimonio. Così ebbe inizio, secondo la testimonianza di Fernanda Pivano, «la grande leggenda della bellissima coppia, eroina, simbolo e interprete di tutte le prodezze sofisticate dell'età del jazz».

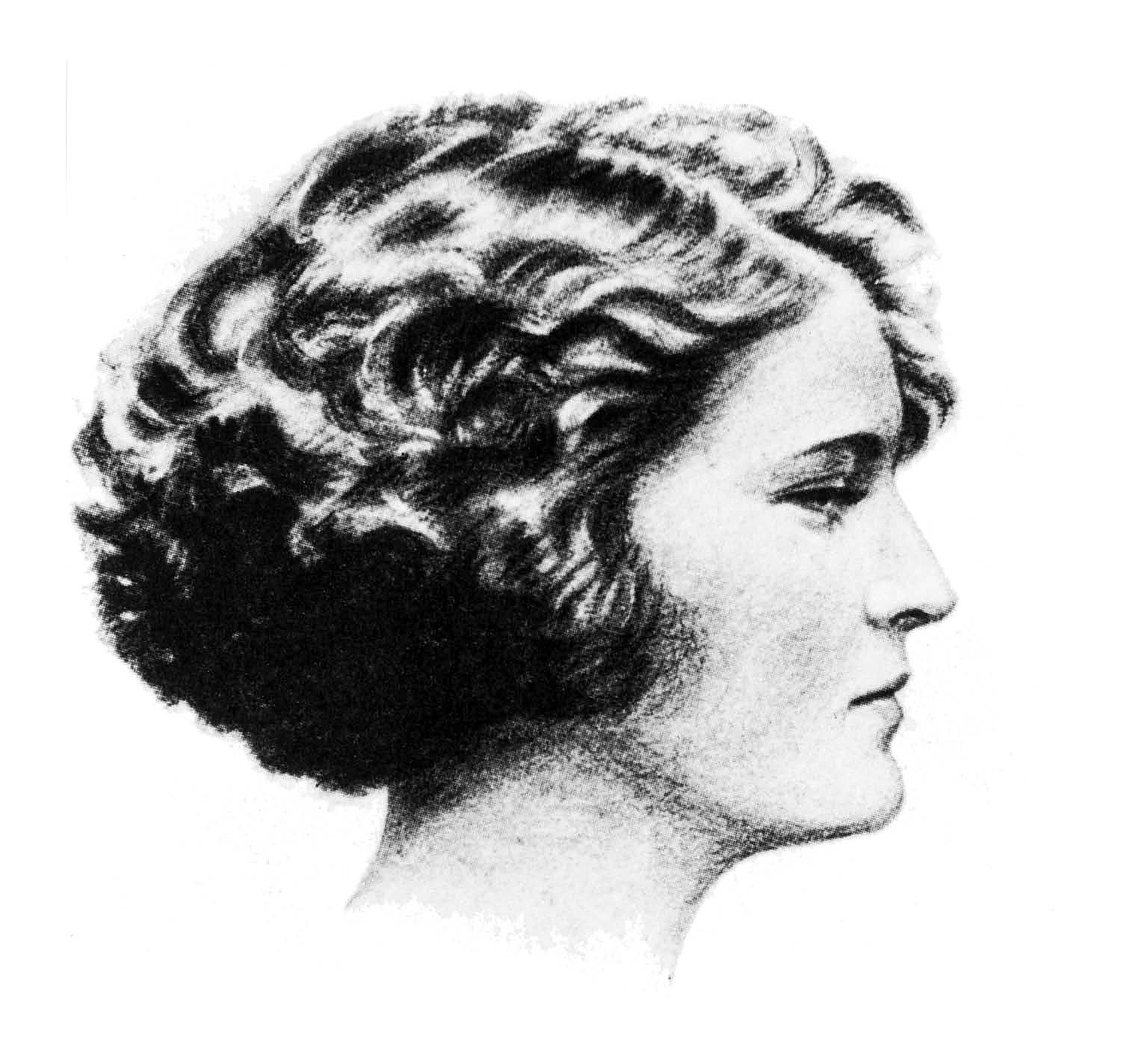
Zelda in un ritratto del 1922

Scott e Zelda diventarono in poco tempo delle celebrità a New York, sia per il successo riscosso da Di qua dal Paradiso che per il loro comportamento selvaggio. Vennero addirittura cacciati da due celebri hotel di New York, il Biltmore e il Commodore, per il loro evidente stato di ubriachezza. Il loro comportamento anticonformista, che scandalizzava gli anziani ed esaltava i giovani, si manifestava nei modi più disparati: Zelda, una volta, si immerse nella fontana di Union Square, ed entrambi i coniugi una volta attesero la scrittrice Dorothy Parker sedendo su un taxi. La Parker ricordò la coppia positivamente: «sembra che siano entrambi appena usciti dal sole: la loro gioventù è impressionante. Tutti vogliono incontrarli». La loro esistenza era scandita dall'alcol, dai debiti e da una vita tanto folle quanto irresponsabile, tanto che i due erano descritti dai giornali di New York come gli emblemi della giovinezza e del successo - enfants terribles dell'età del jazz.
Il San Valentino del 1921, mentre Scott lavorava al suo secondo romanzo, Belli e dannati, Zelda scoprì di essere incinta. Il bambino venne alla luce nella casa di Scott a Saint Paul, nel Minnesota, il 26 ottobre 1921: fu così che nacque Frances, affettuosamente chiamata dai genitori "Scottie". Al termine dell'anestesia, Zelda addirittura disse: «oh mio Dio, sono ubriaca. Mark Twain. Non è intelligente? Ha il singhiozzo! Spero che sia bella e sciocca - una bella bambina sciocca». Molte delle frasi dette da Zelda furono fonte d'ispirazione per i personaggi de Il grande Gatsby; il personaggio Daisy Buchanan riflette fedelmente le speranze che la Sayre nutriva per la figlia.
Scott non fu mai un uomo casalingo, non amando particolarmente le faccende domestiche. Di conseguenza, nel 1922, i coniugi assunsero una balia per la bambina, una lavandaia e due donne delle pulizie.
Nel 1922 si ebbe la seconda gravidanza di Zelda. Sebbene Scott nei suoi taccuini citasse un presunto «abortista di Zelda», nella realtà una simile figura è del tutto assente. Le preoccupazioni di Scott tra l'altro si ripercossero nel romanzo Belli e dannati, dove la protagonista Gloria, credendo di essere gravida, chiede consiglio all'amico Anthony, che le suggerisce di «parlare con qualche donna e vedere qual è la cosa migliore da fare. La maggior parte di loro se la cava in qualche modo». Il consiglio di Anthony venne rimosso nella bozza finale, cambiamento che suggerisce che, piuttosto dall'atto stesso della gravidanza, Gloria era turbata dall'eventualità che un bambino avrebbe rovinato il suo status sociale.

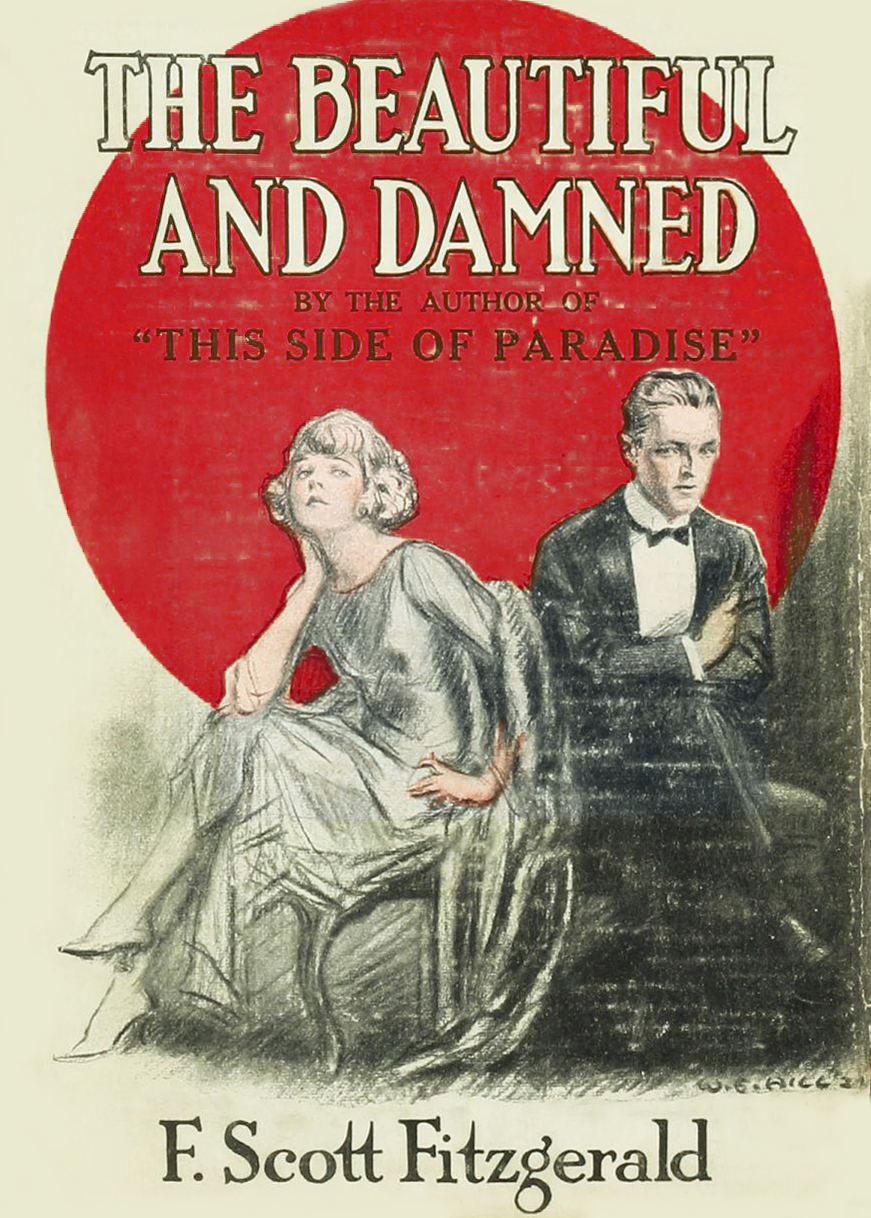
Copertina di Belli e dannati: nella raffigurazione dei due protagonisti, Anthony e Gloria, c'è quella ipotetica di Scott e Zelda

Dopo la pubblicazione di Belli e dannati, Burton Rascoe, giovane promessa del New York Herald Tribune, invitò Zelda a rilasciare qualche parere sul lavoro del marito.
Sotto l'impulso di questa intervista, Zelda fu invitata dal Metropolitan Magazine a rilasciare un'opinione sulle donne cosiddette "flapper":
In questo periodo, Zelda scriveva racconti brevi e aiutava il marito nella redazione di nuove opere. Fondamentale fu il suo contributo per la commedia The Vegetable, che però - rivelatosi un grande insuccesso - portò i coniugi sull'orlo del indebitamento. Per sopperire al fabbisogno economico, Scott (costretto a patire un grave disturbo depressivo) iniziò a scrivere una serie di lavori mediocri. Nell'aprile del 1924, illudendosi di diminuire le spese, la coppia si trasferì a Parigi.

### Espatrio
Nella Ville Lumière i due consorti conobbero Gerald e Sara Murphy, una facoltosa coppia di americani espatriati, che li invitarono a trascorrere l'estate ad Antibes, in Costa Azzurra. Approfittando dell'assenza del marito, assorto nella scrittura de Il grande Gatsby, Zelda si invaghì di un giovane aviatore francese, Edouard Jozan; fu con lui che trascorse gran parte del soggiorno ad Antibes, nuotando oppure ballando nelle discoteche più in voga. Fu qui che iniziarono le incomprensioni e i litigi, che si protrassero per lungo tempo per poi risolversi in una richiesta di divorzio (incompiuta) da parte di Zelda. Jozan, che non era a conoscenza di questi dissidi, lasciò la Riviera Francese lo stesso anno: i Fitzgerald non lo videro mai più. Secondo la biografa Milford, ogni sintomo di infedeltà era immaginario, sicché «avevano entrambi bisogno di un po' di dramma; l'hanno fatto, per poi rivelarsi le vittime principali della loro fantasia instabile e forse un po' malsana». Le certezze di Francis iniziarono inesorabilmente a svanire, tanto che lui stesso disse che quell'estate si sentiva «troppo vecchio ... tutti gli oneri che comporta la scrittura di questo romanzo - la perdita di quelle illusioni che danno tale colore al mondo che non t'importa della loro effettiva sincerità fintanto che partecipano di quella magica sensazione di gloria». Il Grande Gatsby, ancora allo stato di bozza durante la crisi matrimoniale, fu concluso prima dell'ottobre 1924, mese in cui fu mandato il manoscritto a Scribners.
I Fitzgerald decisero comunque di mostrarsi pubblicamente felici della loro relazione. Si trattava tuttavia solo di una maschera, tanto che Zelda a settembre rischiò di esser stroncata da un'overdose di sonnifero. I coniugi non parlarono mai più dell'episodio, rifiutandosi di capire se si trattasse di un suicidio o meno. Tentarono di riconciliarsi con un viaggio a Roma e all'isola di Capri, ma questo non fece che aumentare il vuoto interiore che entrambi percepivano. In ogni caso, le buone notizie non tardarono ad arrivare. Il romanzo di Scott fu accettato, e fu prontamente battezzato «Il Grande Gatsby» proprio dalla moglie, che distolse il marito dall'essere frettoloso; lui, infatti, intendeva intitolare la sua opera Trimalchio in West Egg, Trimalchio, Gatsby, Gold-hatted Gatsby, o The High-bouncing Lover. Proprio durante la parentesi italiana, tra l'altro, Zelda incominciò (seppur afflitta dalla colite) ad interessarsi alla pittura.
Nell'aprile 1925 tornò a Parigi, dove Scott divenne amico di Ernest Hemingway. Sebbene il vincolo d'amicizia che legò Hemingway e Scott Fitzgerald si rivelasse ben saldo, Zelda considerava lo scrittore indegno della propria stima, tanto che non esitò a descriverlo come «frocio dalla schiena pelosa», dalla «personalità fasulla come un assegno in bianco». Hemingway, similmente, disse a Scott che la moglie era pazza. L'antipatia nutrita dai due fu probabilmente consolidata anche dal fatto che Scott raccontò di Jozan sia ad Hemingway che a sua moglie. Ciononostante, fu proprio grazie a Hemingway che i Fitzgerald vennero inseriti con successo nel mondo della generazione perduta, che contava fra le proprie file Gertrude Stein, Alice Toklas, Robert McAlmon ed altri.
L'ambiente coniugale fu turbato violentemente quando Zelda additò Scott come «frocio», interpretando l'amicizia con Hemingway come una relazione omosessuale. Non vi è alcuna prova dell'eventuale omosessualità di Scott, ma per riaffermare la propria virilità egli non esitò a fare sesso con una prostituta. Appena Zelda scoprì l'intrigo ebbe inizio un'altra lite, ancora più aspra e violenta delle precedenti. Successivamente la donna tentò addirittura il suicidio gettandosi da una rampa di scale a una festa, turbata dal marito che, coinvolto da una chiacchierata con Isadora Duncan, la stava ignorando.

### Malattia

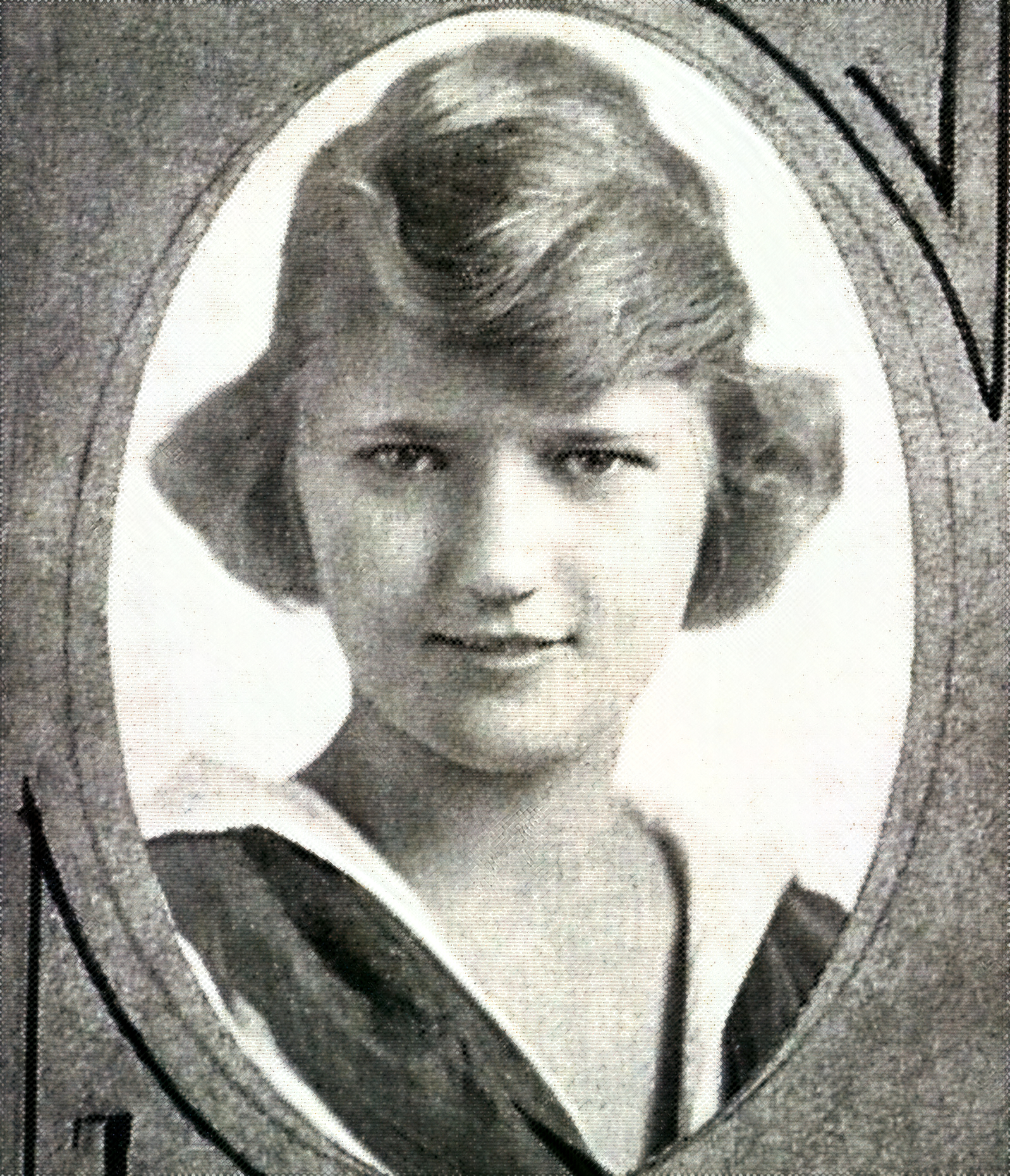
Ritratto di Zelda Sayre

Sebbene Scott nei suoi romanzi modellasse molti personaggi basandosi sul carattere vivace della moglie, Zelda mal gradiva la sensazione di vuoto e isolamento che avvertiva quando il marito scriveva. Il rapporto fra i due si fece più infelice e travagliato che mai: in Scott iniziarono a manifestarsi i primi segni di una sostanziale dipendenza dall'alcol, che iniziò ad accompagnare, con alti e bassi, il resto della sua vita. Zelda, nel frattempo, all'età di ventisette anni rimase vittima di una sorta di ossessione per la danza, nata forse per competere con il talento del marito. Sebbene nella sua giovinezza la donna venisse spesso lodata per le sue abilità nel ballo, Scott bocciava questa dote considerandola una perdita di tempo.
Per coltivare la propria passione, Zelda dedicò otto ore al giorno alla missione di intraprendere una carriera da ballerina, impresa che le causò un forte esaurimento nervoso. Nel 1929 venne addirittura invitata a prendere parte al Corpo di Ballo del Teatro di San Carlo di Napoli; tuttavia, sebbene fosse più vicina al successo che mai, rifiutò. Il pubblico continuava a credere al mito dei Fitzgerald, pionieri del glamour e dell'età del jazz; gli amici più intimi, tuttavia, percepirono che questa leggenda era ormai giunta al tramonto.
I malumori dovuti ai dissidi coniugali, la sempre maggiore dipendenza del marito verso l'alcol e la sua congenita instabilità, condussero Zelda nel 1930 a un primo ricovero in un sanatorio di Parigi, con la diagnosi di schizofrenia: il caso fu accettato da uno dei più importanti psichiatri europei di ogni tempo, il dottor Eugen Bleuler. A questo ricovero ne fece seguito un altro, in una clinica a Prangins, sulle sponde del lago di Ginevra: le vennero riconosciuti dei disturbi gastrointestinali, dovuti alla sua instabilità mentale.

Zelda, uscita dalla clinica nel settembre del 1931, fece subito ritorno con il marito in Alabama, dove il padre della donna, il giudice Sayre, stava morendo. Nonostante le circostanze, Scott decise comunque di recarsi a Hollywood, dove era stato chiamato per redigere una sceneggiatura: il padre di Zelda morì proprio durante la sua assenza. La salute della donna peggiorò ulteriormente, e nel 1932 fu ricoverata al Johns Hopkins Hospital di Baltimora.

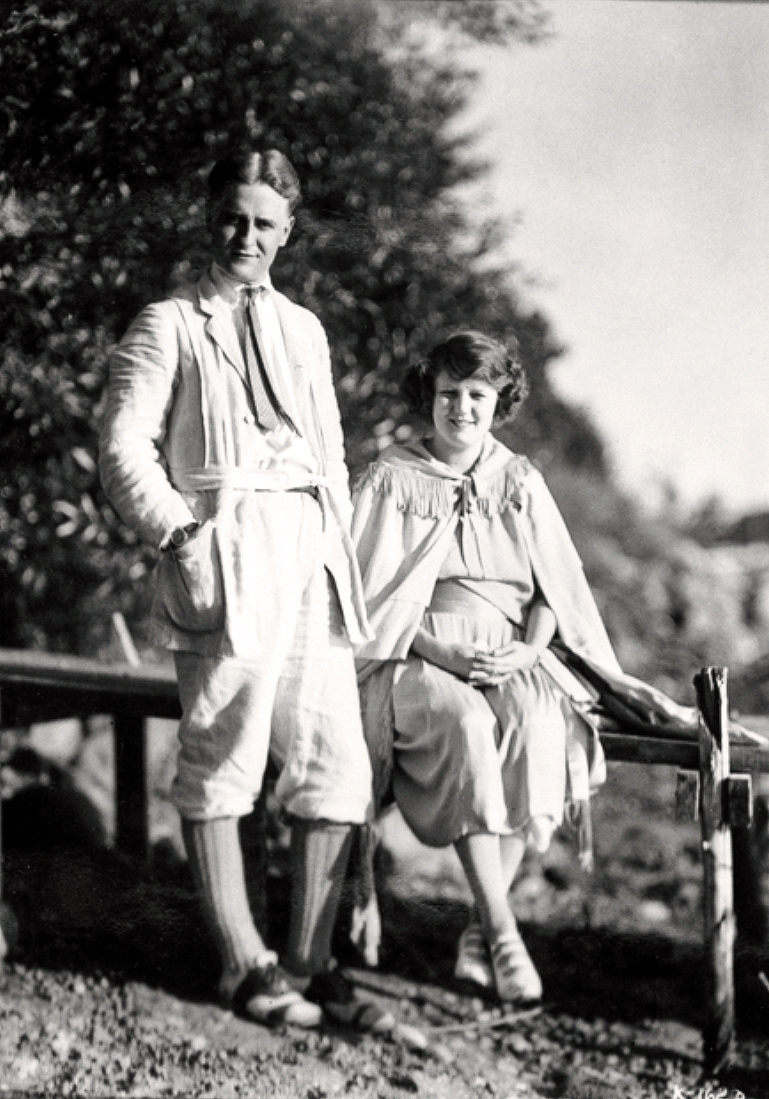
Zelda e Scott nel settembre del 1921

La degenza in clinica non impedì a Zelda di completare in quello stesso anno il suo unico romanzo, a contenuto parzialmente autobiografico, dal titolo Lasciami l'ultimo valzer (Save Me the Waltz).

### Gli ultimi anni
Zelda Sayre trascorse i restanti anni in preda alla propria catastrofe psichica. Alcuni fra i dipinti che produsse negli anni precedenti, dentro e fuori le cliniche, vennero mostrati al pubblico per la prima volta nel 1934. Zelda rimase delusa dall'accoglienza fredda e distaccata: il The New Yorker addirittura descrisse le opere come «meri dipinti della quasi-mitica Zelda Fitzgerald, pregni di tutte quelle connotazioni emotive postume della cosiddetta età del jazz». A contribuire alla formazione delle critiche vi era anche la mancanza di pannelli informativi, che precludeva una comprensione del lavoro della pittrice a 360 gradi. Zelda, a questo punto, diventò violenta e solitaria. Scott, che nel 1936 trasferì la moglie all'Highland Hospital di Asheville, ci fornisce una preziosa testimonianza dell'instabilità di Zelda:
Mentre Zelda proseguiva il proprio ricovero nel luogo di cura, nel giugno 1937 Scott venne chiamato nuovamente a Hollywood dalla MGM per un contratto di sei mesi. Nonostante sembrasse un bel momento, allietato anche dall'aiuto della giornalista Sheilah Graham (con la quale ebbe una relazione segreta), il declino di Scott come scrittore e uomo era ormai inesorabile. Il rancore che covava verso Zelda era ben chiaro: fu proprio lei ad essere incolpata quando la figlia Scottie venne cacciata dal college. Secondo Milford, «era lei ad averlo rovinato; lei ad aver fatto esaurire il suo talento ... Scott venne privato del proprio sogno da Zelda».

Nel 1938 Scott fece ritorno a Asheville: le sue sceneggiature non piacquero e non gli venne rinnovato il contratto a Hollywood. Per recuperare un minimo di serenità, Scott e Zelda decisero di fare una vacanza a Cuba, che però si rivelò subito un disastro: vari furono i conflitti, e Scott ne uscì così provato che al ritorno fu ricoverato. A partire da questo momento, i Fitzgerald non si videro mai più. Scott fece ritorno a Hollywood, mal pagato e misconosciuto; Zelda, nel frattempo, proseguiva la propria permanenza nella clinica, dalla quale venne dimessa nel marzo 1940. A dicembre dello stesso anno, tuttavia, Scott fu colto da una crisi cardiaca che provocò la sua morte. Zelda non riuscì a prendere parte al funerale, tenutosi a Rockville, nel Maryland.

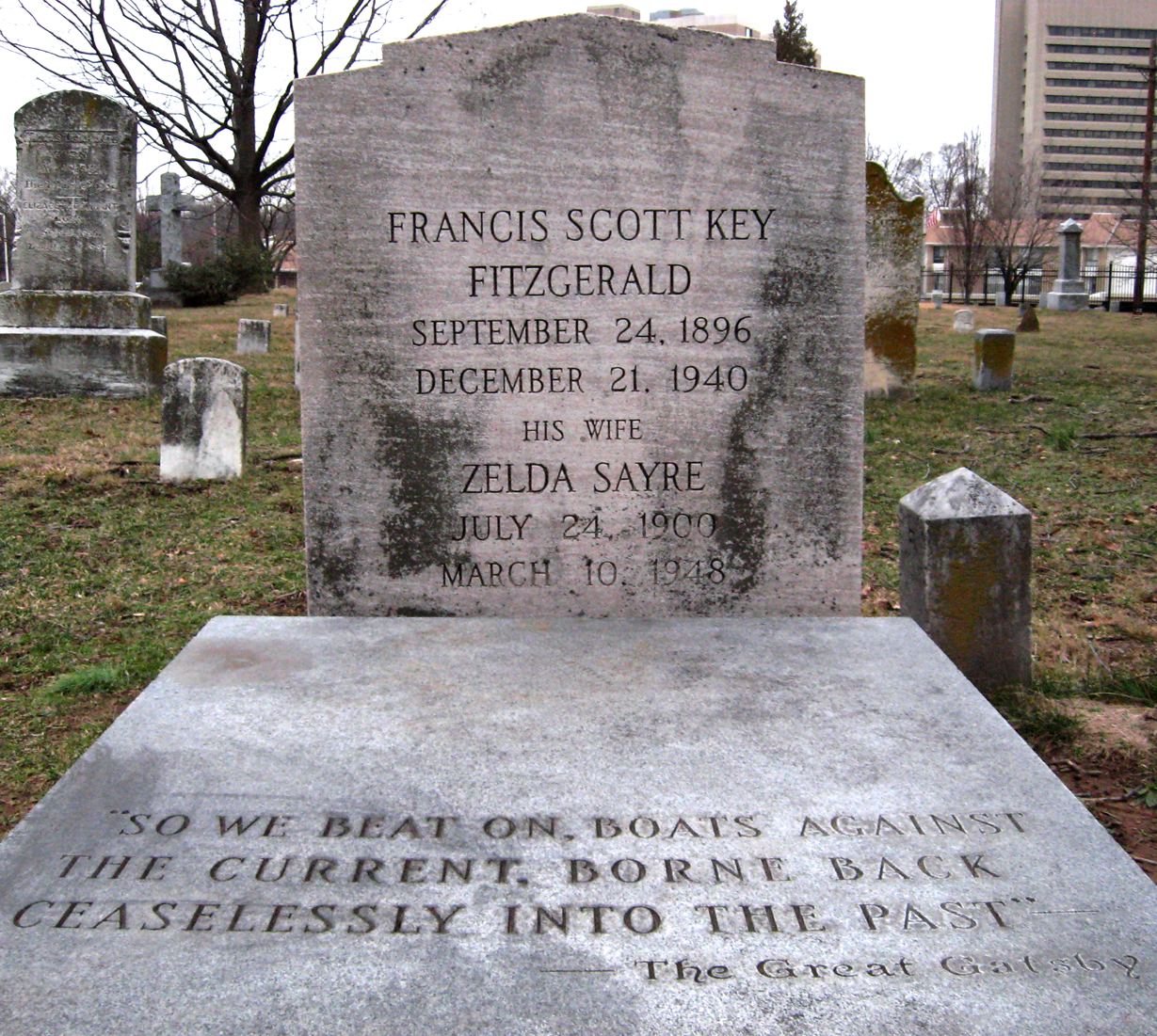
La lapide di Zelda e Scott

Dopo la morte del coniuge, Zelda si dedicò alla revisione del romanzo al quale l'uomo stava lavorando, Gli ultimi fuochi; l'opera, seppur lasciata incompiuta, venne pubblicata postuma da Edmund Wilson. Nel frattempo, fece ritorno all'Highland Hospital, approfittando della degenza per scrivere il suo secondo romanzo: Caesar's Things. Quest'ultimo, tuttavia, non venne mai completato. Durante la notte del 10 marzo 1948, infatti, un incendio divampò dalle cucine: le fiamme divorarono l'intero sanatorio. Fu così che morì Zelda Fitzgerald, la quale, mentre il focolaio imperversava, era reclusa in una stanza, in attesa della terapia elettroconvulsivante.
Zelda e Scott furono sepolti insieme nel cimitero di Rockville, nel Maryland. Sulla loro tomba si volle che venisse ricordata la loro attività letteraria, con l'iscrizione funebre che coincide con l'ultima frase de Il grande Gatsby:

## Retaggio

### Influenza culturale
In seguito alla morte di Scott e Zelda, la loro produzione letteraria fu oggetto di una grande riscoperta. Fondamentale è stato il ruolo dello scenografo Budd Schulberg, che nel 1950 diresse I disincantati, dove Scott viene dipinto come un mito degli anni venti, prigioniero della sua stessa leggenda. Contemporaneamente, il professore Arthur Mizener (docente all'università di Cornell) scrisse The Far Side of Paradise, biografia di Francis Scott che fu altrettanto fondamentale nel ravvivamento del culto dei due coniugi «belli e dannati». Grazie alla penna di Mizener, il fallimento di Scott e Zelda non venne più condannato, in favore di una visione più «affascinante» della loro vita.

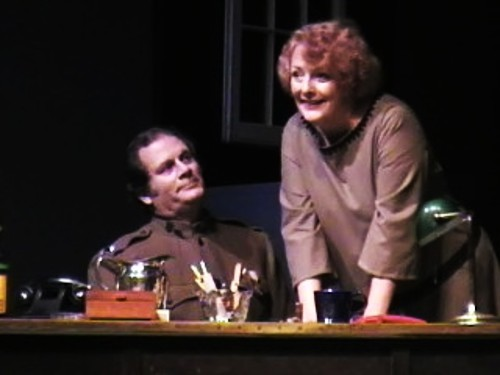
Lance Adell come Scott e Lauren Bloom nei panni di Zelda in The Last Flapper, drammatizzazione scenica della vita di Zelda Sayre

I disincantati fece il proprio debutto a Broadway nel 1958. Sempre nello stesso anno una delle vecchie fiamme di Scott, Sheilah Graham, pubblicò le proprie memorie con il titolo Adorabile infedele, rievocando gli ultimi anni trascorsi con lo scrittore. Adorabile infedele fu un best seller di cui venne realizzata una trasposizione cinematografica, interpretata da Gregory Peck nelle vesti di Scott e Deborah Kerr come Graham. L'affresco umano e drammatico della vita dei due, tuttavia, emerse definitivamente solo con il lavoro di Nancy Milford, scrittrice di Zelda: A Biography, prima trattazione della vita di Zelda dal sapore esclusivamente biografico. Finalista per il premio Pulitzer e il National Book Award, l'opera della Milford fu in vetta alle classifiche dei best-seller per moltissime settimane. Il libro realizza uno dei desideri più profondi di Zelda, quella di esser considerata una scrittrice a sé stante: viene finalmente sottolineato, inoltre, quanto i talenti della donna fossero sminuiti a causa del marito. Fu proprio così tra l'altro che Zelda, donna dal potenziale inespresso a causa di una società patriarcale, divenne un simbolo del movimento femminista degli anni 70.
Zelda fu fonte d'ispirazione anche per Shigeru Miyamoto, che diede il nome della scrittrice a una delle serie di videogiochi più importanti e acclamate del mondo videoludico: The Legend of Zelda. Come spiegò lo stesso Miyamoto, «Zelda era il nome della moglie del famoso romanziere F. Scott Fitzgerald. Era una donna famosa e bella a detta di tutti, e mi piaceva la musicalità del suo nome. Fu così che decisi di utilizzare il suo nome per il vero, primo, titolo di Zelda». Pure gli Eagles, cantando Witchy Woman, hanno reso omaggio alla scrittrice come precursore della selvaggia, affascinante, ipnotizzante quintessenza flapper dell'età del Jazz. Anche il celebre regista Woody Allen decise di esaltare la figura di Zelda, citandola nei film Manhattan (1979) e Midnight in Paris (2011).
Dopo un episodio pilota del 2015, nel 2017 fu trasmessa in tutto il mondo la serie TV Z: The Beginning of Everything che traccia un ritratto di Zelda e racconta i primi anni dell'amore tra lei e Scott.

### Fortuna critica
Dopo la biografia di Nancy Milford, Zelda iniziò a essere apprezzata e amata in quell'America che, fino ad allora, l'aveva guardata con diffidenza. In una riedizione del 1968 di Lasciami l'ultimo valzer, Matthew Bruccoli scrisse che «vale la pena leggerlo [Lasciami l'ultimo valzer] sia perché qualsiasi cosa illumini la carriera di Francis Scott vale la lettura, sia perché è l'unico romanzo scritto da una donna talentuosa e audace che però è ricordata solo per le sue sconfitte». Altro fervente ammiratore fu Jacqueline Tavernier-Courbin, secondo cui «Lasciami l'ultimo valzer è un racconto toccante e avvincente che va letto con la stessa attenzione di Tenera è la notte. Non vi sono giustificazioni per la sua eccellenza comparativa». Furono molti studiosi comunque ad essere profondamente attratti dalla mistica di Lasciami l'ultimo valzer, considerata una preziosa testimonianza dei danni che la società causava nelle donne degli anni venti.
La collezione completa degli scritti di Zelda, curata da Bruccoli, fu pubblicata nel 1991. Molto positiva fu l'opinione di Michiko Kakutani, critico del New York Times: «che il romanzo sia stato scritto in soli due mesi è incredibile. Che nonostante i vari difetti riesca comunque ad affascinare, sorprendere e invogliare il lettore nella lettura è ancora più straordinario. Zelda Fitzgerald ha raggiunto i suoi obbiettivi: in questo romanzo, infatti, ha trasmesso con successo la propria disperazione eroica di riuscire a fare qualcosa autonomamente, riuscendo anche a distinguersi come scrittrice e, come una volta disse Edmund Wilson del marito, con un dono di trasformare la parola in qualcosa di iridescente e straordinario».
Anche la produzione pittorica di Zelda è stata rivalutata. Nonostante l'azione distruttrice della madre di Zelda, che ha distrutto per rabbia gran parte dei quadri, con le tele rimanenti sono state allestite mostre commemorative negli Stati Uniti e in Europa. Secondo il critico Everl Adair, le opere di Zelda fondono svariate influenze, assorbite dalla donna soprattutto dalle tele di Vincent van Gogh e Georgia O'Keeffe; concluse che «questi disegni sono il lavoro di una donna talentuosa e visionaria, che è riuscita nonostante le circostanze a creare un'interessante collezione - una di quelle che ci invitano a celebrare la vita».